# Onthophagus reyesi
Onthophagus reyesi är en skalbaggsart som beskrevs av Mario Zunino och Halffter 1988. Onthophagus reyesi ingår i släktet Onthophagus och familjen bladhorningar. Inga underarter finns listade i Catalogue of Life.